# Masakr v Rue Haxo

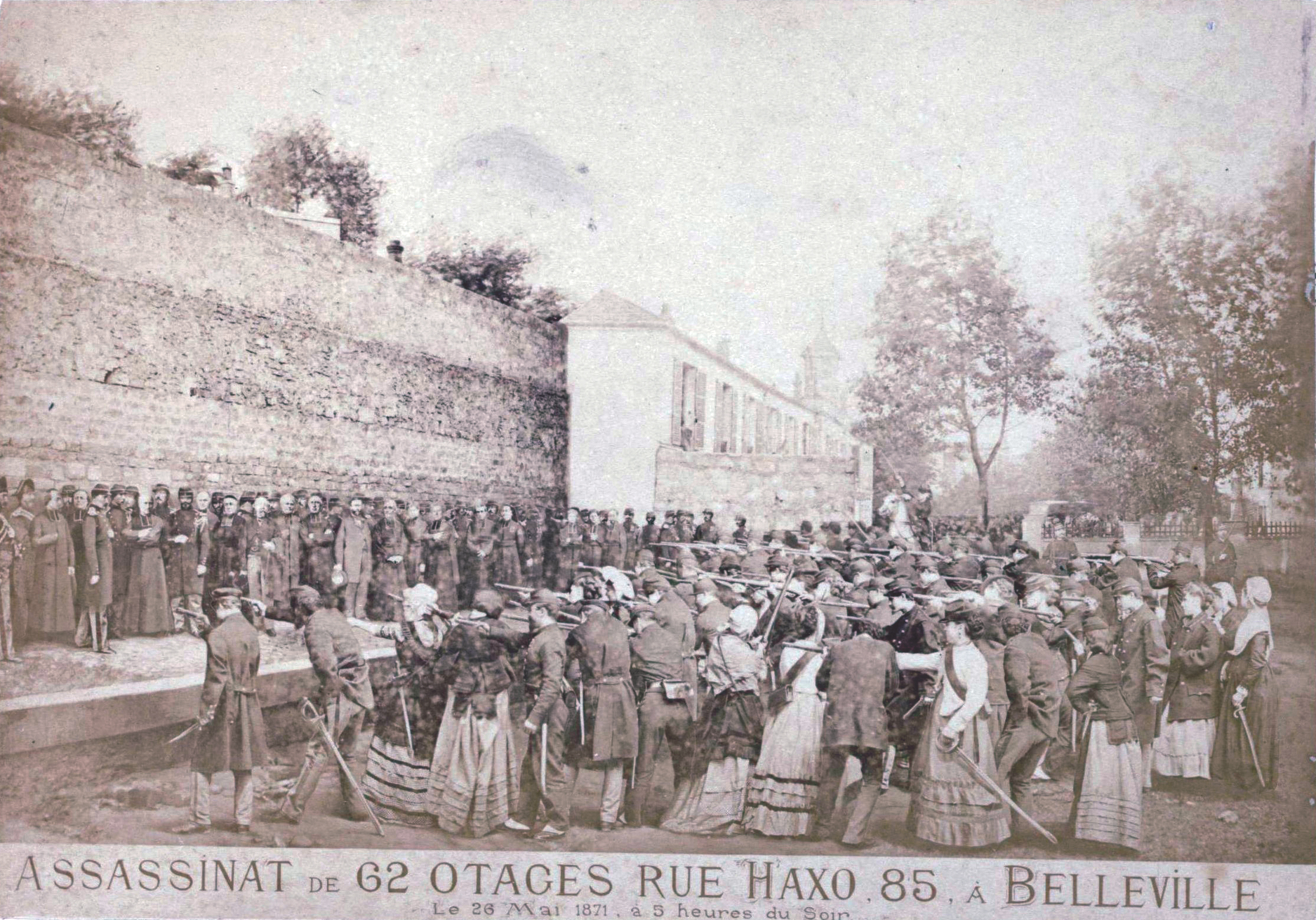
Fotomontáž Eugèna Aperta

Masakr v Rue Haxo je ve francouzských dějinách označení pro zastřelení padesáti rukojmích, ke kterému došlo 26. května 1871 v rue Haxo během tzv. krvavého týdne za Pařížské komuny na příkaz plukovníka Émila Goise.

## Historický kontext
Dne 5. dubna 1871 po zahájení bojů mezi komunardy a oddíly vlády ve Versailles, přijala Komuna „dekret o rukojmích“, podle kterého za popravu každého válečného zajatce bude následovat poprava trojnásobného počtu rukojmích, kteří budou vybráni losem. Porota musela nejprve rozhodnout o vině vězňů, aby mohli být považováni za rukojmí. Bylo zatčeno několik desítek lidí, především četníci a kněží, včetně pařížského arcibiskupa Georgese Darboye. Dekret měl přímý důsledek na pozastavení poprav zajatých komunardů.
Mezi 9. dubnem a 12. květnem Komuna opakovaně nabídla Adolphovi Thiersovi výměnu, nejprve samotného arcibiskupa, poté všech 74 rukojmích, za Augusta Blanquiho, socialistického vůdce drženého mimo Paříž. Thiers nabídky odmítl, protože Blanquiho považoval za nebezpečného vojevůdce.

## Průběh
Když vládní vojáci vstoupili 21. května do Paříže, provedli hromadné popravy komunardů. V reakci na to byli vězni a civilisté, kteří sympatizovali čí údajně sympatizovali s Versailleskými, zmasakrováni komunardy. Dne 23. května byl zastřelen politik Gustave Chaudey. V noci 25. května bylo popraveno šest rukojmích, včetně arcibiskupa Georgese Darboye a prvního prezidenta kasačního soudu Louise-Bernarda Bonjeana. Jiná rukojmí byla popravena ve východní Paříži.
Rukojmí byli zavřeni ve věznici La Roquette. Kvůli postupu vládních vojáků během krvavého týdne se blanquističtí důstojníci rozhodli evakuovat padesát rukojmí do čtvrti Belleville. 26. května je plukovník Émile Gois na rozkaz Raoula Rigaulta nechal popravit.
Byli přivedeni na nádvoří velitelství Národní gardy na rue Haxo. Rukojmí byli popravováni po deseti, navzdory protestu několika přítomných vůdců Komuny, zejména Varlina a Vallèse.

## Oběti
Popravy na rue Haxo si vyžádaly 50 mrtvých, z toho 36 strážníků nebo četníků, 10 kněžích a řeholníků a čtyři blanquistské vojáky odhalené jako policejní informátory. Mezi kněžími byli jezuité Pierre Olivaint, Jean Caubert a Anatole de Bengy, členové kongregace Picpus Ladislas Radigue, Polycarpe Tuffier, Marcellin Rouchouze a Frézal Tardieu, člen kongregace Bratři svatého Vincenta z Pauly Mathieu-Henri Planchat, Jean-Marie Sabattier vikář u Panny Marie Loretánské a Paul Seigneret, seminarista semináře Saint Sulpice.
Z nich byli čtyři řeholníci Ladislas Radigue, Polycarpe Tuffier, Marcellin Rouchouze a Frézal Tardieu a člen kongregace svatého Vincence z Pauly Mathieu-Henri Planchat dne 25. listopadu 2021 uznáni za mučedníky, což otevřelo cestu k jejich blahořečení katolickou církví slaveného 22. dubna 2023 v kostele Saint-Sulpice v Paříži.
Celkem bylo hromadně popraveno v Paříži 85 osob. Těla byla vhozena do společného hrobu na hřbitově v Belleville, kde se nachází stéla se jmény všech rukojmích. Později byla těla duchovních exhumována.

## Připomenutí
V roce 1871 byla na památku zastřelených na hřbitově v Belleville umístěna pamětní deska, později přemístěna na Villa des Otages. Kromě toho byl na tomto hřbitově postaven obelisk na památku čtyřiceti národních gardistů poblíž jejich hrobů.
Během stého výročí Pařížské komuny politik z Mouvement Républicain Populaire Georges Bidault požádal pařížského arcibiskupa, kardinála Françoise Martyho, aby uspořádal slavnostní bohoslužbu na památku rukojmích. Ten odmítl s ohledem na represe versailleských vojsk vůči pařížskému lidu. Georges Bidault se poté pokusil o vzpomínkovou mši v kostele svatého Tomáše Akvinského. Tu však nepovolil kněz, který odsoudil politizaci akce.
V den 150. výročí 29. května 2021 se konalo procesí organizované pařížským arcibiskupem Michelem Aupetitem a farářem Notre-Dame des Otages na poctu kněžím a řeholníkům zabitým během Komuny. To bylo částečně přerušeno demonstranty vracejícími se z pamětní akce u Zdi komunardů na hřbitově Père-Lachaise.